# 2856 Röser
A 2856 Röser (ideiglenes jelöléssel 1933 GB) a Naprendszer kisbolygóövében található aszteroida. Karl Wilhelm Reinmuth fedezte fel 1933. április 14-én.